# Ulica Szopienicka w Katowicach
Ulica Szopienicka w Katowicach – ulica w Katowicach, przebiegająca przez trzy wschodnie dzielnice miasta: Szopienice-Burowiec, Janów-Nikiszowiec i Giszowiec. Jest to jedna z głównych dróg w mieście, która łączy bezpośrednio dwa zabytkowe osiedla patronackie: Giszowiec i Nikiszowiec, szyby: „Pułaski” i „Poniatowski” kopalni „Wieczorek” oraz Wilhelminę w Szopienicach-Burowcu. 
Została ona wytyczona prawdopodobnie pomiędzy 1905 a 1907 rokiem. Równolegle do ulicy, do końca 1977 roku kursowały pociągi pasażerskie, potocznie zwane Balkanem. Przy ulicy znajdują się siedziby wielu przedsiębiorstw, a także zabudowa mieszkalna.

## Przebieg
Ulica Szopienicka rozpoczyna swój bieg przy skrzyżowaniu z ulicą Krakowską i ulicą Lwowską na Wilhelminie w Szopienicach-Burowcu, obok sklepu Selgros. Biegnie ona w kierunku zachodnim, po czym skręcając na południowy zachód prowadzi nad ulicą Bagienną (fragment drogi krajowej nr 79) i  krzyżuje się dalej z ulicą Oswobodzenia. W Nikiszowcu przy ulicy Szopienickiej znajdują się zabudowania kopalni „Wieczorek”. Dalej kieruje się obok kolonii Wysockiego (skrzyżowania z ulicami: Kulika i Braci Woźniaków). Mijając kolonię, zmienia kierunek na południowy. Kończy ona swój bieg w Giszowcu, za stawem Małgorzata i wiaduktem nad autostradą A4, przy skrzyżowaniu z ulicą Mysłowicką i ulicą Przyjazną.

## Historia

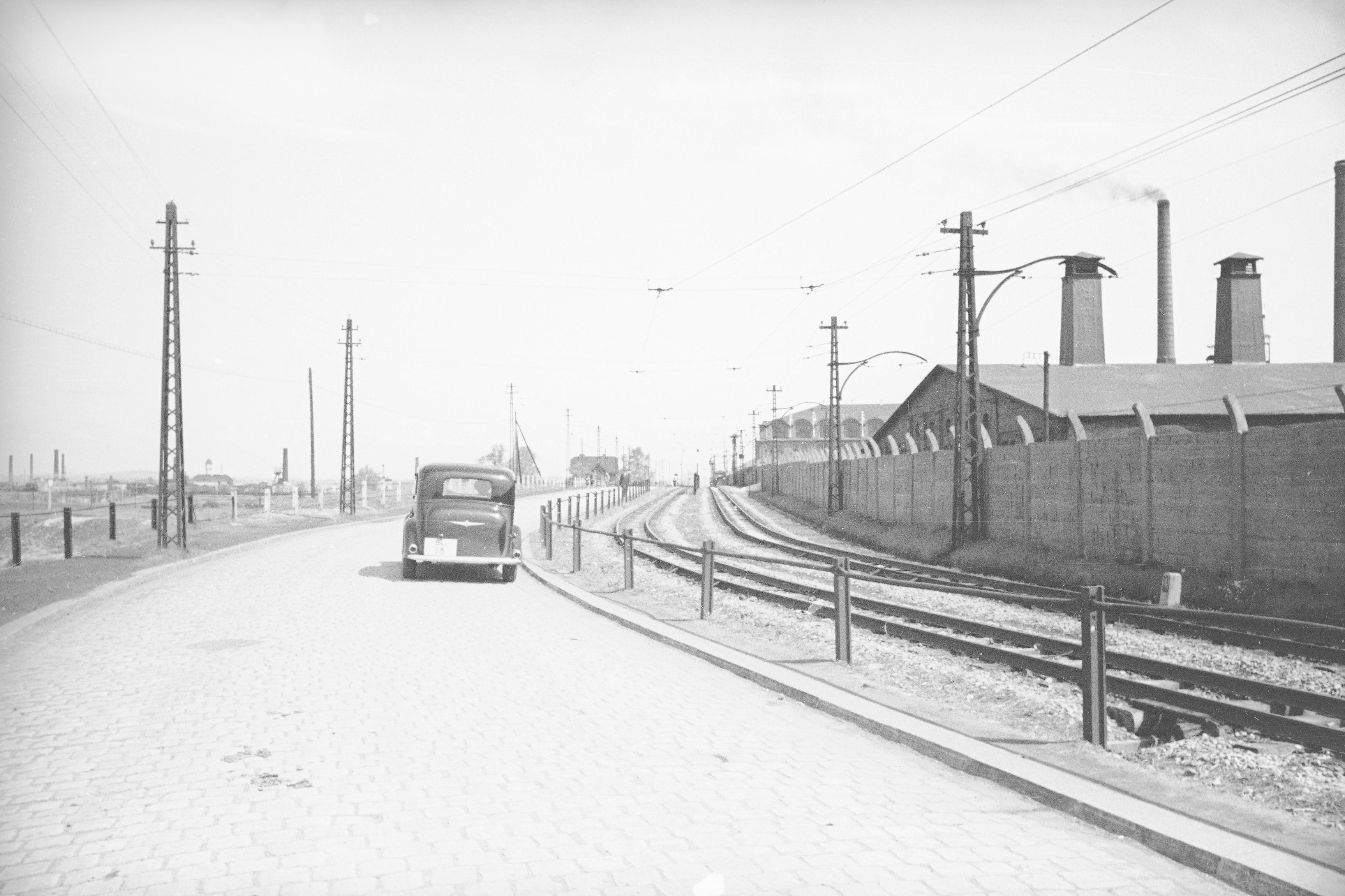
Ówczesna ulica Sosnowiecka w 1937 roku; po prawej tory kolejowe, po której poruszała się kolejka Balkan

Droga na początku XX wieku była arterią, łączącą Giszowiec z szybami kopalnianymi „Nickisch”, „Carmer” i „Kaiser Wilhelm”. Nosiła niemiecką nazwę Margaretenweg (pol. droga Małgorzaty), a później Margaretenstraße. Powstała prawdopodobnie między 1905 a 1907 rokiem. Ówczesna Margaretenstraße była już wtedy ważną arterią komunikacyjną, biegnąca do powstałego w latach 1907–1910 Giszowca. Droga ta biegła przez zróżnicowany teren, przecinała rozległą dolinę leśną na wysokim nasypie, częściowo biegła też w wykopie oraz pod linią kolejową Kolei Prawoodrzańskiej.
W latach 1907–1909, w związku z nasileniem prac przy budowie Giszowca, wybudowano wzdłuż niej kolej polową, na której pociągi ciągnęły wagony do poszczególnych ulic bezpośrednio na plac budowy na osiedlu. Po wybudowani osiedla Margaretenstraße stanowiła szeroką arterię komunikacyjną, po której poruszały się pojazdy osobowe, wozy dostawcze oraz furmanki z węglem. Planowano wówczas budowę do Giszowca dojazdowej kolei elektrycznej. W 1908 roku w rejonie szybu „Nickisch”, pomiędzy drogą a torami kolejowymi, na obszarze około 20 hektarów, rozpoczęto budowę osiedla robotniczego Nikiszowiec.
Spółka Georg von Giesches Erben 25 maja 1909 roku uzyskała koncesję na prowadzenie prywatnej kolei wąskotorowej, a 6 stycznia 1914 roku uzyskała zezwolenie na prowadzenie ruchu osobowego na swoich liniach. Pierwszy pociąg pasażerski wzdłuż obecnej ulicy Szopienickiej został uruchomiony prawdopodobnie w 1916 roku. Była ona potocznie nazywana Balkanem.

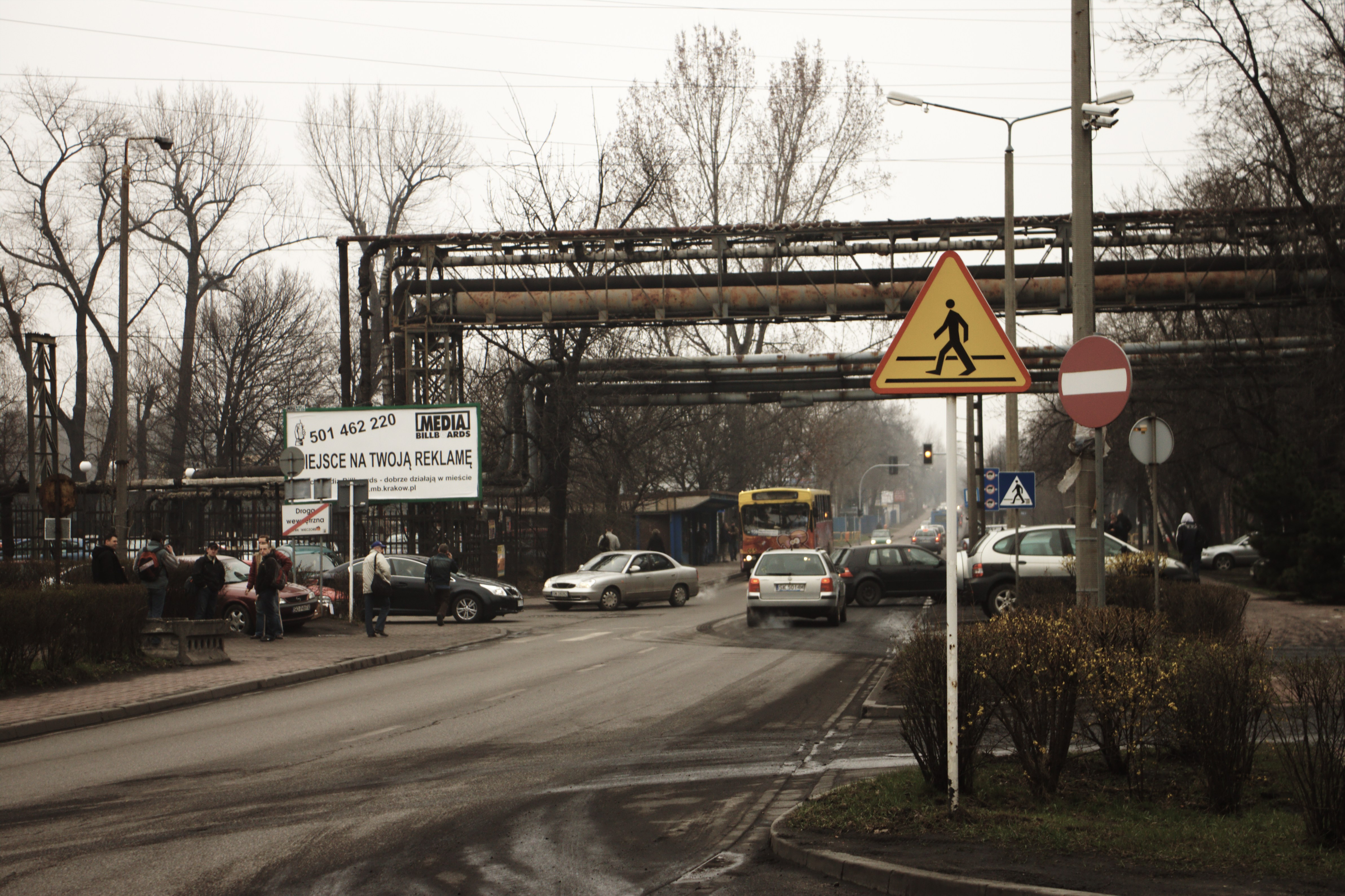
Ulica Szopienicka przy szybie „Pułaski” kopalni „Wieczorek” (2012)

W 1921 nazwę drogi przemianowano na ulica Sosnowiecka. Było to uczczenie przez mieszkańców Nikiszowca miejscowości, w której udzielono im schronienia podczas I powstania śląskiego. W dwudziestoleciu międzywojennym przy ówczesnej ulicy Sosnowieckiej, na wprost gmachu urzędu gminnego, wystawiono pomnik ku czci powstańców śląskich. Zburzyli go Niemcy w czasie II wojny światowej. Obecnie nowy pomnik, wzniesiony po wojnie, zlokalizowany jest przy ulicy Zamkowej. W latach niemieckiej okupacji Polski (1939–1945) ulica nosiła nazwę Adolf Hitlerstraße, a do 1962 roku – ulica Wojska Polskiego. 
Od 1962 roku trasa ta nosi nazwę ulica Szopienicka. Ostatni kurs kolei Balkan nastąpił 31 grudnia 1977 roku, a w 2001 roku dwa odrestaurowane wagony na pamiątkę po Balkanie zostały ustawione na dawnym torowisku przy ulicy Szopienickiej obok szybu „Pułaski” kopalni „Wieczorek”. W 2011 roku zmodernizowano wiadukt nad torami kolejowymi na zlecenie Miejskiego Zarządu Ulic i Mostów w Katowicach. Koszt inwestycji wyniósł wówczas blisko 2,1 mln złotych.

## Opis i dane techniczne

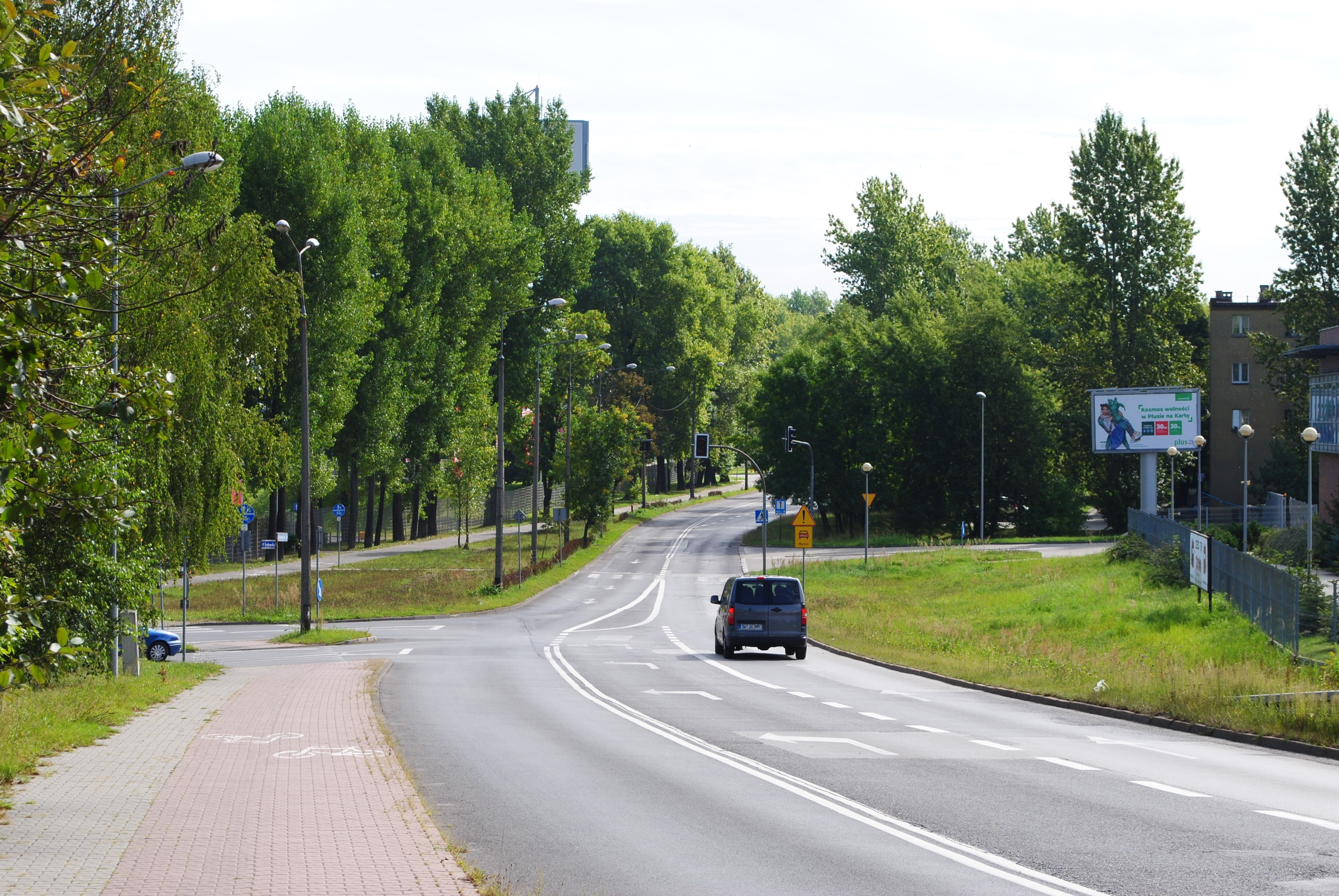
Ulica Szopienicka w Szopienicach-Burowcu, na wysokości skrzyżowania z ulicą Krakowską

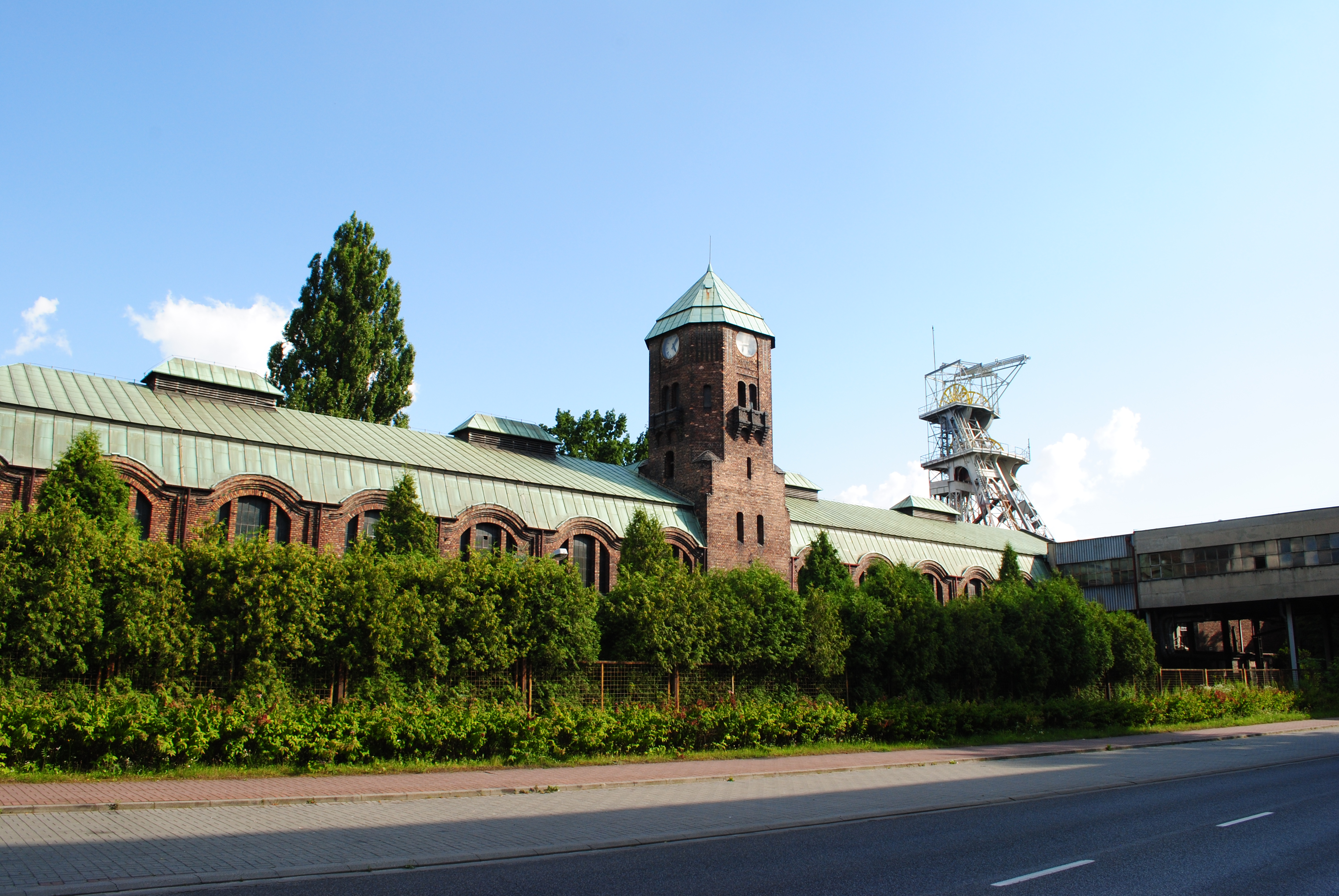
Ulica Szopienicka na wysokości szybu „Pułaski” kopalni „Wieczorek”

Ulica Szopienicka przebiega przez teren trzech katowickich dzielnic: Giszowca, Janowa-Nikiszowca oraz Szopienic-Burowca. Jest to droga powiatowa o klasie drogi zbiorczej. W części trasy trasa ta nie spełnia parametrów technicznych do zakwalifikowania jej do drogi głównej. Jest ona w administracji Miejskiego Zarządu Ulic i Mostów w Katowicach. W systemie TERYT ulica widnieje pod numerem 22024. Kody pocztowe dla adresów wzdłuż ulicy to 40-431 (parzyste od numeru 12; nieparzyste od numeru 9) i 40-432 (parzyste do numeru 10; nieparzyste do numeru 7).
Według stanu z 2011 roku, wzdłuż ulicy Szopienickiej znajdują się cztery miejsca z sygnalizacją świetlną:
- Skrzyżowanie ulic: Lwowskiej, Bagiennej, Krakowskiej i Szopienickiej – sygnalizacja powstała w 1986 roku i zmodernizowana w 2000 i 2011 roku; sygnalizatory LED-owe; steruje ona dziesięcioma wlotami[20],
- Skrzyżowanie ulic: Mysłowickiej, Szopienickiej i Przyjaznej – powstała w 1988 roku i zmodernizowana w 2008 roku;  sygnalizatory LED-owe; steruje czterema wlotami[20],
- Przejście dla pieszych na wysokości kolonii Wysockiego[1]; sygnalizacja z 2007 roku; sygnalizatory LED-owe; steruje dwoma wlotami[20],
- Skrzyżowanie ulic: Szopienicka i Górniczego Dorobku – pochodzi z 2007 roku; steruje czterema wlotami; jest to sygnalizacja LED-owa[20].

Według badań potoku ruchu przeprowadzonych we wrześniu 2007 roku, na wysokości ulicy Braci Woźniaków ulicą Szopienicką w badanym czasie poruszało się średnio 1191 pojazdów na godzinę w czasie szczytu popołudniowego, w tym 75,8% stanowiły pojazdy osobowe, 13,9% samochody dostawcze, natomiast 5,6% pojazdy ciężarowe.
Ulicą kursują autobusy miejskiego transportu zbiorowego na zlecenie Zarządu Transportu Metropolitalnego. W ciągu ulicy zlokalizowane jest siedem przystanków: Nikiszowiec Szyb Wilson, Nikiszowiec Pętla, Nikiszowiec Szpital, Nikiszowiec Szyb Pułaski, Kolonia Wysockiego Kulika, Kolonia Wysockiego Woźniaków i Giszowiec Mysłowicka. Według stanu z połowy listopada 2020 roku, z przystanku Nikiszowiec Szyb Pułaski odjeżdżają następujące linie: 30, 72, 108, 292, 672N, 674, 695, 920. Linie te łączą bezpośrednio z większością dzielnic Katowic, a także z ościennymi miastami, w tym z Mikołowem, Mysłowicami i Siemianowicami Śląskimi. 
Wierni rzymskokatoliccy mieszkający przy ulicy Szopienickiej przynależą do parafii św. Anny w Janowie.

## Obiekty zabytkowe

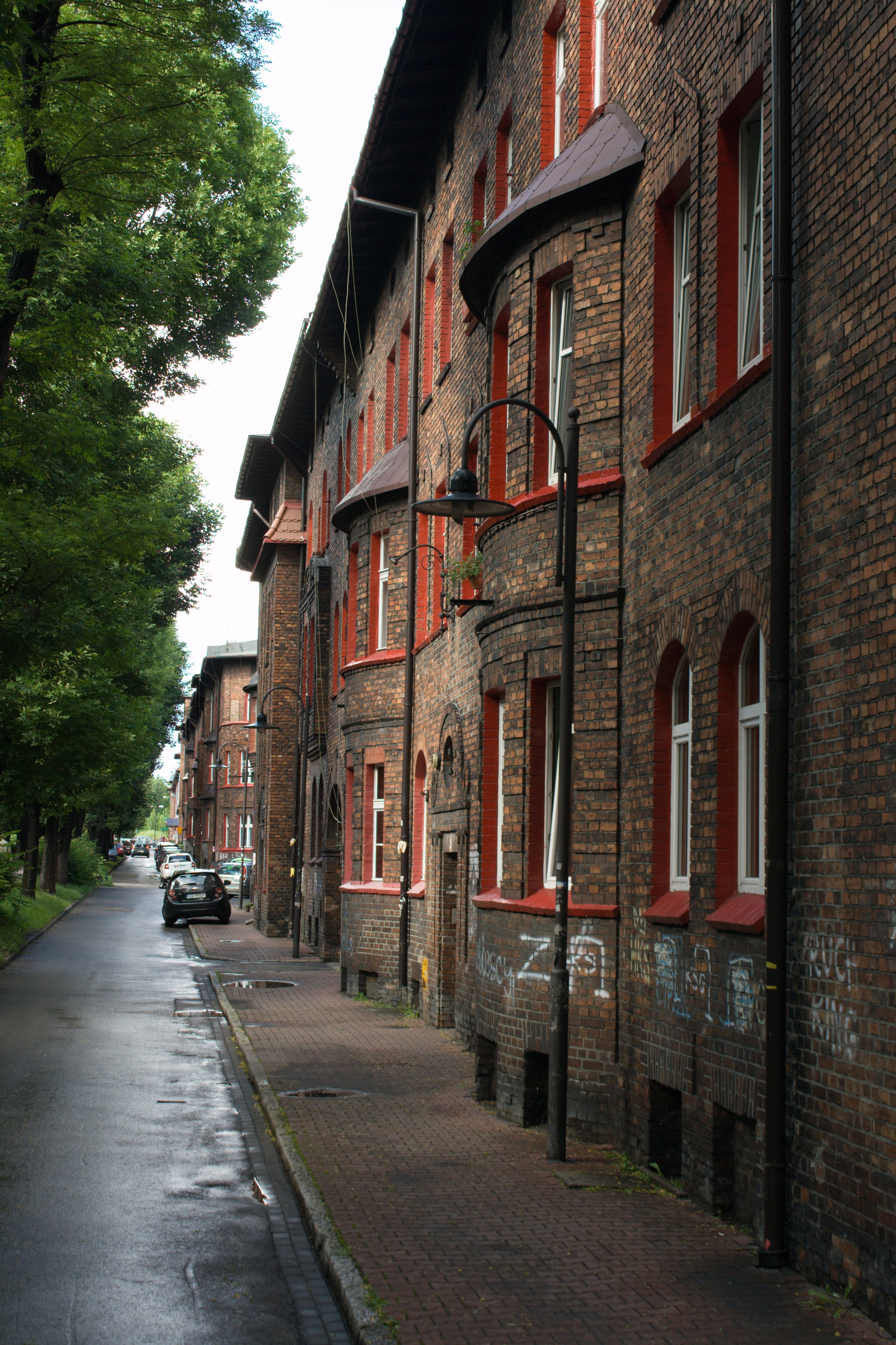
Osiedle patronackie Nikiszowiec od strony ulicy Szopienickiej

Przy ulicy Szopienickiej znajdują się następujące historyczne obiekty:
- budynek szpitala – dawny ratusz gminy Janów (ulica Szopienicka 10), wybudowany w latach 1928–1931 według projektu architekta Tadeusza Michejdy, w stylu funkcjonalizmu[23] (funkcjonalnego modernizmu[24]); w dwudziestoleciu międzywojennym w budynku mieścił się Posterunek Oficerski Policji Województwa Śląskiego[25]; obiekt wpisano do rejestru zabytków 2 lipca 2020 roku (nr rej. A/669/2020)[26][27] ;
- zabytkowe bloki mieszkalne (ulica Szopienicka 44–54), wliczające się do kompleksu zabudowy dziewięciu bloków mieszkalnych, wpisanych razem z całym osiedlem Nikiszowiec do rejestru zabytków 19 sierpnia 1978 roku (nr rej. A/1230)[28];
- zespół zabudowań szybu „Poniatowski” (do 1935 roku[6] niem. „Nickisch”) przy ulicy Szopienickiej 49, obejmujący: bezstylowy budynek straży pożarnej (z lat trzydziestych XX wieku), warsztat (posiada cechy stylu historyzmu, wzniesiony w 1908 roku) i zespół maszynowni szybu (posiada cechy stylu historyzmu, wzniesiony w 1908 roku)[23][27] ;
- dawna dyrekcja kopalni, budynki usługowe, łaźnia (ulica Szopienicka 56, 58, 58a), wybudowane w stylu historyzmu i neobaroku w 1908 roku; wpisane razem z całym osiedlem Nikiszowiec do rejestru zabytków 19 sierpnia 1978 roku (nr rej. A/1230)[28]; na fasadzie budynku pod numerem 58 znajduje się tablica, upamiętniająca działalność Komitetu 21, powołanego do kierowania akcją strajkową w latach 1923–1924[29];
- zespół zabudowy szybu „Pułaski” (do 1935 roku niem. „Carmer”) składający się z budynków: nadszybia z wieżą wyciągową, sortowni, maszynowni, warsztatu mechanicznego i kuźni, stolarni, cechowni i łaźni; wpisany do rejestru zabytków (nr rej. A/1384/89 z 20 marca 1989 roku[30], obecnie A/1384/24[31]), pochodzący z lat 1903–1911[32][33],
- budynek elektrociepłowni szybu „Pułaski” (bezstylowy), wzniesiony w 1908 roku, przebudowany w 1928 roku[23][27];
- budynek szybu „Kaiser Wilhelm” (od 1935 roku[6] pol. „Ligoń”), wzniesiony w stylu historyzmu/modernizmu (ulica Szopienicka 62c, róg z ulicą Oswobodzenia); obiekt pochodzi z lat 1887–1918[23];
- budynek warsztatów w zespole dawnego zaplecza szybów „Wilson” (ulica Szopienicka 66, obecnie siedziba szkoły)[23].

## Instytucje
Przy ulicy Szopienickiej swoją siedzibę mają według stanu z końca 2020 roku: Poradnia Psychologiczno-Pedagogiczna nr 3, SAG Wytwórnia Lin Stalowo-Gumowych,Grupa Farmacol, Kopalnia Węgla Kamiennego „Wieczorek II” (kopalnia w likwidacji jako oddział Spółki Restrukturyzacji Kopalń), Zakład Opieki Długoterminowej EPIONE, Przychodnia EPIONE - Janów, Miejskie Przedszkole nr 32 w Katowicach, NZOZ Laryngologia Janów (dawny Szpital Miejski nr 4), Zespół Szkół Zawodowych nr 3 im. Adama Kocura oraz przedsiębiorstwa z różnych branż.
Na rogu ulicy Szopienickiej i ulicy Oswobodzenia 1 znajduje się Galeria Szyb Wilson.